# دینا آدام شاپیرو
دِینا آدام شاپیرو (به انگلیسی: Dana Adam Shapiro) کارگردان، رمان‌نویس و روزنامه‌نگار اهل ایالات متحده آمریکا است.
او کارگردان فیلم‌هایی همچون تک‌همسری بوده‌است. شاپیرو در سال ۲۰۰۶ نامزد جایزهٔ اسکار بهترین کارگردانی بوده‌است.